# Philome Laguerre
Philome Laguerre (Cap-Haitien, 17 gennaio 1933) è un ex sollevatore haitiano.

## Biografia
Nel 1959 vinse la medaglia d'argento ai Giochi panamericani. L'anno seguente fu portabandiera nonché unico rappresentante di Haiti ai Giochi della XVII Olimpiade. Gareggiò nel sollevamento pesi, nella categoria dei pesi mediomassimi, senza peraltro riuscire a portare a termine la prova.

## Palmarès
| Anno | Manifestazione      | Sede    | Evento            | Risultato | Prestazione | Note |
| ---- | ------------------- | ------- | ----------------- | --------- | ----------- | ---- |
| 1959 | Giochi panamericani | Chicago | Pesi mediomassimi | Argento   |             |      |